# Une partie de cartes
Une partie de cartes é um filme francês, branco e preto e mudo, com apenas 1 minuto de duração, produzido, escrito, fotografado e dirigido por Georges Méliès em 1896.
Foi o primeiro filme de Méliès, e é uma versão do filme de Louis Lumière Partie de cartes que estreou nesse mesmo ano.
Aparece com o número 1 no catálogo da Star Film Company.

## Elenco
- Gaston Méliès	 ...	Jogador de cartas
- Georges Méliès	 ...	Jogador de cartas
- Georgette Méliès	 ...	Filha

## Sobrevivência
O filme, há muito tempo considerado perdido, foi redescoberto depois de 1981 e incluído em um vídeo caseiro lançado em 2008.